# مانوئل گاویلان
مانوئل گاویلان (اسپانیایی: Manuel Gavilán‎; ۳۰ نوامبر ۱۹۲۰ – ۸ مارس ۲۰۱۰ (۸۹ سال)) بازیکن فوتبال اهل پاراگوئه بود.
از باشگاه‌هایی که در آن بازی کرده‌است می‌توان به باشگاه فوتبال لیبرتاد اشاره کرد.
وی همچنین در تیم ملی فوتبال پاراگوئه بازی کرده‌است.